# Molophilus breviramus
Molophilus breviramus är en tvåvingeart som beskrevs av Alexander 1929. Molophilus breviramus ingår i släktet Molophilus och familjen småharkrankar. Inga underarter finns listade i Catalogue of Life.